# Heike Böttcher

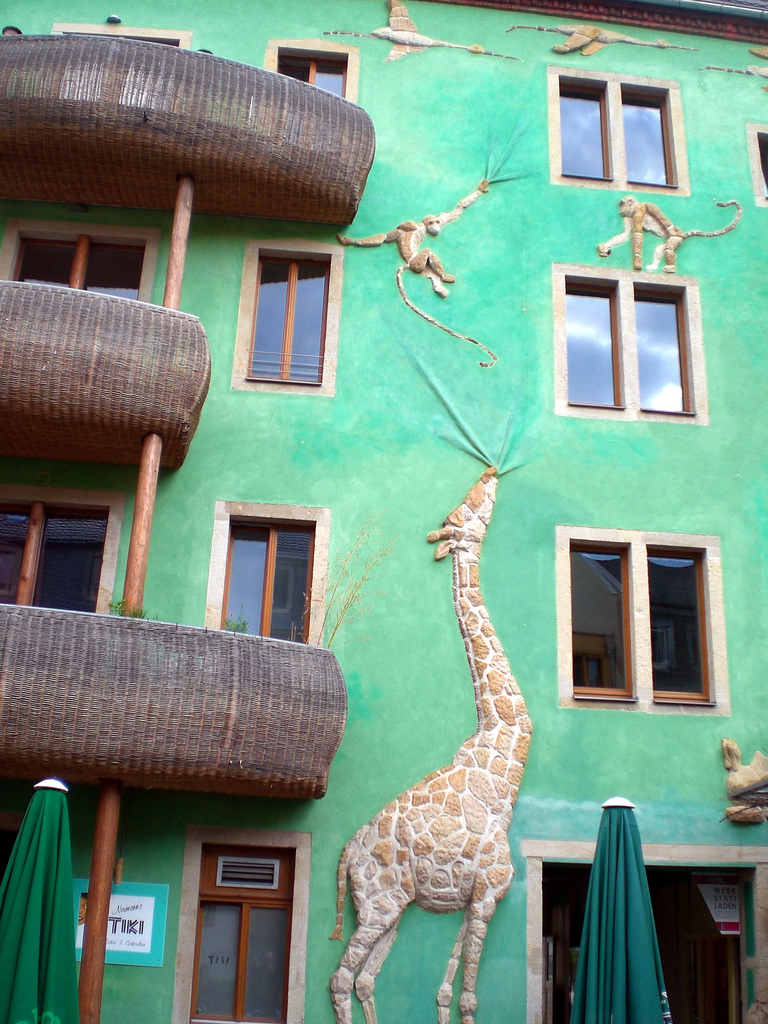
„Hof der Tiere“ in der Kunsthofpassage in der Dresdner Neustadt

Heike Böttcher (* 1960 in Saalfeld) ist eine deutsche Architektin.

## Leben
Von 1980 bis 1986 studierte sie an der TU Dresden. Seit 1990 arbeitet sie als freie Architektin und lebt heute in Dresden. Sie erhielt 1992 den Architekturpreis des Neuen Sächsischen Kunstvereins, gefolgt vom BDA-Preis Sachsen im Jahr 1997. 2002 wurde Böttcher mit dem Deutschen Fassadenpreis für vorgehängte hinterlüftete Fassaden ausgezeichnet.

## Werke (Auswahl)
1995/97 gestaltete sie, gemeinsam mit Willi Latz, im Dresdner Stadtteil Gorbitz die Eckbebauung am Wölfnitzer Ring 2. Dort entstand ein Mehrfamilienwohnhaus mit großer Glasfassade, das mit seiner „plastischen Durchbildung sowie dem Wechselspiel von offenen und geschlossenen Wandflächen der klassischen Moderne“ verpflichtet ist.
1999 gestaltete sie den Kunsthof Dresden, 2002 den Dachgeschossneubau des Dresdner Landgerichts.
2008 schuf sie für die Universität Leipzig ein zentrales Lehr- und Bibliotheksgebäude mit Mensa und im selben Jahr den Kindergarten in Moritzburg. Schließlich folgten ein Jahr später die Stadtreihenhäuser Kiefernstraße im Dresdner Hechtviertel.
2011 beteiligte sie sich bei den Neubauten des Lahmann-Sanatoriums, 2013 folgte eine Stadtvilla auf der Jägerstraße und schließlich 2016 der Neubau von Mehrfamilienhäusern in der Hechtstraße.